# Sede titolare di Gerapoli di Siria dei Siri
Gerapoli di Siria dei Siri (in latino: Hierapolitana in Syria Syrorum) è una sede titolare della Chiesa cattolica.

## Storia
Gerapoli di Siria, che corrisponde all'odierno villaggio siriano di Manbji, fu sede di un'antica diocesi della Chiesa siriaca, conosciuta con il nome di Chiesa giacobita.
Dal XX secolo Gerapoli di Siria dei Siri è annoverata tra le sedi vescovili titolari della Chiesa cattolica; dal 28 marzo 2020 il vescovo titolare è Camil Afram Antoine Semaan, esarca patriarcale di Gerusalemme dei Siri.

## Cronotassi dei vescovi titolari
- Athanase Ignace Nuri † (1908 - 9 novembre 1946 deceduto)
- Eustathe Joseph Mounayer † (10 maggio 1971 - 4 settembre 1978 nominato arcieparca di Damasco dei Siri)
- Clément Georges Schelhoth † (4 settembre 1978 - 4 ottobre 1991 deceduto)
- Camil Afram Antoine Semaan, dal 28 marzo 2020